# Fred Uhlman
Pour les articles homonymes, voir Uhlmann.
Œuvres principales
Il fait beau à Paris aujourd'hui (1960) ; L'Ami retrouvé (1971)
Fred Uhlman, né le 19 janvier 1901 à Stuttgart, Allemagne, mort à Londres le 11 avril 1985, est un écrivain et peintre britannique d'origine allemande.

## Biographie
Issu d’un milieu bourgeois, Fred Uhlman s'inscrit en 1920 à la faculté dentaire de Fribourg-en-Brisgau. L'année suivante, il change subitement d'orientation et se consacre au droit dans un lycée de Stuttgart en vue de devenir avocat. D'origine juive, il quitte son pays en 1933 pour fuir le nazisme et se rend à Paris où il fréquente les milieux artistiques et pratique la peinture : « Je suis à peu près certain d’être le seul docteur en droit canon qui soit devenu peintre professionnel », écrit-il dans son autobiographie.
En 1936, il fait un séjour à Tossa de Mar en Espagne, où il rencontre sa future femme Diana Joyce Croft, fille de Henry Page Croft, membre du Parlement anglais. Mais la guerre d’Espagne le contraint à quitter le pays pour le Royaume-Uni, pays dont il ne connaissait ni la langue, ni les coutumes.
En septembre 1938, il y crée le Comité des artistes réfugiés, un centre pour les réfugiés et les combattants d’Espagne, mais en juin 1940, alors que sa femme attendait son premier enfant, il est emprisonné dans l’île de Man par les Britanniques, considéré comme suspect du fait de son origine allemande. Les internés passaient leur temps à peindre ou à écouter des conférences ; c’est là qu’il put continuer à exercer la peinture. Fred Uhlman témoigne : « Ce n’étaient pas les hommes les plus intelligents qui tenaient mieux le coup, mais ceux au quotient intellectuel le plus bas. Pour certains c’était le bon temps, puisque tout leur était procuré : asile, nourriture, compagnie et ils étaient à l’abri des bombardements aériens. Assis sur la pelouse, ils jouaient aux cartes du matin au soir, parfaitement heureux… ».
Fred Uhlman est libéré, naturalisé britannique et devient peintre. Il devient également un grand collectionneur d'art africain . 
En 1971 il publie L'Ami retrouvé, une autobiographie romancée : de nombreux points communs existent entre Uhlman et un des personnages de son œuvre, Hans Schwarz. Le livre est dédié à Paul et Millicent Bloomfield. Il a été traduit en de nombreuses langues.
Il publie ensuite La Lettre de Conrad dans laquelle Hans reçoit une lettre de son ami expliquant pourquoi il a participé à un complot contre Hitler.

## Œuvres
- Captivity, twenty-four drawings by Fred Uhlman, Londres, Jonathan Cape, 1946
- The Making of an Englishman, Londres, Victor Gollancz, 1960 Publié en français sous le titre Il fait beau à Paris aujourd'hui, traduit par Léo Lack, Paris, Stock, « Nouveau cabinet cosmopolite », 1985
- Eating and Drinking, Londres, Victor Gollancz, 1960
- Reunion, Londres, Adam Books, 1971 ; nouvelle édition avec une introduction d'Arthur Koestler, Londres, Collins  & Harvill, 1977 Publié en français sous le titre L'Ami retrouvé, traduit par Léo Lack, Paris, Gallimard, 1978 ; réédition, Paris, Gallimard, Folio no 1463, 1983
- Beneath the Lightning and the Moon, Londres, Duckworth, 1984 Publié en français sous le titre Sous la lune et les étoiles, traduit par Béatrice Gartenberg, Paris, Stock, « Nouveau cabinet cosmopolite », 1986
- No Coward Soul and No Resurrection, Please, 1985 Publié en français sous le titre La Lettre de Conrad (suivi de) Pas de résurrection, s'il vous plaît, traduit par Béatrice Gartenberg, Paris, Stock, « Nouveau cabinet cosmopolite », 1986